# Nejvyšší soudní úřad
Nejvyšší soudní úřad (něm. Oberste Justizstelle) byl zvláštní rakouský úřad, který v sobě slučoval funkce nejvyššího soudu a vrcholného orgánu státní správy soudnictví. Vznikl roku 1749 v rámci tereziánských reforem státní správy, kdy byly zrušeny rakouská i česká dvorská kancelář (v její budově ve Vídni poté sídlil) a na jejich místě vzniklo Directorium in publicis et cameralibus pro vlastní státní a finanční správu a Nejvyšší soudní úřad pro oblast justice. S výjimkou krátkého období 1797–1802 působil až do roku 1848, kdy z něj bylo vyděleno ministerstvo práv (Justizministerium), neboli ministerstvo spravedlnosti, resp. do roku 1850, kdy byl z jeho zbývající části vytvořen Nejvyšší soudní a kasační dvůr jako již moderní nejvyšší soud.
Vytvoření Nejvyššího soudního úřadu mělo zčásti dopad decentralizační, oddělení klasické administrativy od soudnictví, a zčásti centralizační, protože šlo o vrcholný justiční orgán jak pro českou, tak pro rakouskou část monarchie. Rozhodoval v posledním, třetím stupni o revizích proti civilním i trestním rozhodnutím odvolacích apelačních soudů, jako byla např. česká rada nad apelacemi, a zároveň měl na starosti personální a jiné otázky soudní správy. V čele úřadu stál prezident a dva viceprezidenti, kteří předsedali dvěma senátům, pro české a pro rakouské země. Po připojení Haliče vznikl ještě třetí senát, který se později sloučil s českým, a pro Království lombardsko-benátské byl zřízen zvláštní italský senát, který ale zasedal samostatně ve Veroně. V roce 1797 byl Nejvyšší soudní úřad, jenž se občas také nazýval Nejvyšší soudní dvůr (Oberste Gerichtshof), dočasně zrušen a jeho pravomoci převzala spojená česko-rakouská dvorská kancelář. Tento model se ale ukázal neživotným a proto byl k roku 1802 opět obnoven. Jednotliví členové rakouského a česko-haličského senátu se vzájemně zastupovali, což vedlo k postupnému sjednocování práva monarchie.